# 滋贺县立农业短期大学
滋贺县立农业短期大学（日语：／ Shiga Kenritsu  Nōgyō Tanki Daigaku *），简称滋贺农大，是过去一所位于日本滋贺县栗太郡栗东町的公立短期大学。

## 概要

### 简介
- 学校最早可以追溯到1933年[1]。短期大学为于1950年开办[2]、由滋贺县经营。招生到于1955年、停办于1958年[2][3]。

### 历史
- 1950年 滋贺县立短期大学成立并同时设置一个学科即农科[2]。
- 1955年 短期大学招生最后、次年停止招生（正式停办于1958年4月25日[3]）。

## 学校环境
- 校区：在了滋贺县栗太郡栗东町[注 1]

## 历任校长
- 盐入松三郎：第一代短期大学校长[4]。

## 组织

### 学科
- 农科

| - 没有 |

| - 没有 |